# Prałatura terytorialna Caravelí
Prałatura terytorialna Caravelí (łac. Territorialis Praelatura Caraveliensis) – prałatura terytorialna Kościoła rzymskokatolickiego w Peru. Należy do archidiecezji Ayacucho. Została erygowana 21 listopada 1957 roku przez papieża Piusa XII konstytucją apostolską Quasi mater dulcissima.

## Główne świątynie
- Katedra: Katedra św. Piotra w Caravelí

## Prałaci terytorialni
- Federico Kaiser Depel MSC (1957–1971)
- Bernhard Kühnel MSC (1983–2005)
- Juan Carlos Vera Plasencia MSC (2005–2014)
- Reinhold Nann (2017–2024)